# Igor Pietrienko (zapaśnik)
Igor Anatoljewicz Pietrienko (biał. Ігар Анатольевіч Пятрэнка, ros. Игорь Анатольевич Петренко; ur. 8 grudnia 1967) – białoruski zapaśnik walczący w stylu klasycznym. Dwukrotny olimpijczyk. Trzynasty w Atlancie 1996 i Sydney 2000. Walczył w kategorii 58–62 kg.
Czwarty na mistrzostwach świata w 1999. Trzykrotny brązowy medalista mistrzostw Europy w latach 1994 - 1998 roku.